# Styck
Styck, de son vrai nom Lucas Maggiori est un réalisateur, producteur de clips musicaux et directeur artistique, né le 28 décembre 1987 à Paris.
Cofondateur, avec Richard Bismuth, du média Daymolition et de la société de production audiovisuelle Daylight Productions, il a produit et réalisé depuis 2008 plus d'une centaine de vidéo-clips de rap français, de RnB, ou de musiques africaines (afro-beat, coupé-décalé, rumba congolaise.)
Styck est désormais considéré comme un des réalisateurs incontournables de la musique urbaine, en France comme sur le continent africain. Notamment grâce à ses nombreux vidéo-clips pour l'artiste Gims.

## Biographie
Lucas Maggiori, dit Styck, grandit dans le Val-de-Marne, avant de s'installer à Paris 18ème à l'âge de 17 ans. En 2004, il étudie les arts à l'Atelier Hourdé (ESAT) puis le multimédia à l'école d'enseignement supérieur Isart Digital. À la même époque, il fait la connaissance du groupe Sexion d'assaut dont la majorité des membres sont issus du même quartier que lui. Il y fait également la rencontre de Richard Bismuth dit Screetch, avec qui il fonde en 2008 le media de rap Daymolition.
Issu d'une famille d'origine italienne, il est le fils de Joseph Maggiori, décédé le 10 mars 2017, directeur de artistique dans la presse, notamment à L'Express et au Figaro Magazine. Il est le neveu du philosophe Robert Maggiori.

### Daymolition et Daylight Productions
Le site media Daymolition a pour vocation première de faire connaitre toute une génération de jeunes rappeurs parisiens jusqu'alors mis à l'écart des médias hip-hop traditionnels. Cette plateforme de vidéos permettra notamment de contribuer à la mise en lumière d'artistes tels que Sexion d'assaut (groupe de Gims, Black M.), Fababy, Hayce Lemsi, Vald, S.Pri Noir, Siboy, Ninho, Hornet la frappe, Timal.
En 2010, après un passage à New York où il collabore avec les artistes du quartier de Queensbridge, il intègre officiellement le label Wati B créé par Dawala (label de Sexion d'assaut), et suit l'ascension du groupe, en tournée et en réalisant les videos du label.
En 2011, Lucas Maggiori crée Daylight Productions, et se lance dans la réalisation de clip musicaux. Grâce, notamment, à la renommée grandissante du site Daymolition, il se voit confier la réalisation de vidéo-clips pour de nombreux artistes du rap français notamment Seth Gueko, Mister You, Alkpote, Dry. La même année le groupe Sexion d'assaut fait appel à lui pour réaliser sept vidéo-clips de leur projet En attendant L'Apogée : les Chroniques du 75. Sur la plateforme Daymolition il inclut désormais des vidéos de rap américain, et réalise de nombreuses interviews avec des artistes comme 50 Cent, P.diddy, Rick Ross, Kendrick Lamar, Big Sean, Pusha T, Kid Cudi.
En 2012, Gims confie à Lucas Maggiori l'ensemble de la réalisation de ses vidéos promotionnelles baptisées Ceci n'est pas un clip, qui auront un large succès auprès du public et dans lesquelles apparaîtront notamment des rappeurs comme Orelsan ou Soprano.
En 2013 Lucas Maggiori réalise l'intégralité des vidéo-clips du premier album de Gims intitulé Subliminal qui s'écoulera à près d'un million d'exemplaires, et pour lequel Daylight productions se voit remettre un double disque de platine. De cette collaboration naitront des clips comme Bella, J'me Tire. Lucas Maggiori part ensuite en Afrique, s'installer à Libreville au Gabon, il y restera jusqu'à l'automne 2014 et s'y familiarisera avec les musiques africaines. Il participe aussi à la promotion de l'album de Black M intitulé Les Yeux plus gros que le monde grâce aux vidéos quotidiennes La Minute Black.
En 2015 Lucas Maggiori est nommé directeur artistique, au sein du label MMC (Polydor) fondé par Gims. Il se voit également confier la réalisation des vidéo-clips de Mac tyer ou Lartiste, signatures du label MMC. La même année Gims fait appel à lui, pour réaliser les clips de son album Mon cœur avait raison tels que Laissez passer, Brisé ou Longue Vie en featuring avec Lefa,.

### Expansion au marché africain et nouveaux challenges
Depuis 2016, Lucas Maggiori collabore avec un bon nombre d'artistes africains comme DJ Arafat, Fally Ipupa, Toofan, Sidiki Diabaté, mais également avec des artistes afro français, comme Aya Nakamura, Keblack, Naza ou Hiro. En France, il contribue également à l’ascension du rappeur Sofiane, en produisant avec Daylight productions la série de clips Je suis passé chez So. Il tourne également, à Los Angeles, le clip Tout Donner pour Gims mettant en scène Demdem, l'épouse du chanteur.
En 2017 le site Daymolition fondé par Lucas Maggiori prend un nouvel essor, grâce à l’agrandissement de ses équipes, et à la réalisation, la production et la diffusion d’un nouvelle émission appelée Rentre dans le Cercle, inventée et présentée par le rappeur Sofiane. L'émission s’imposera vite comme un révélateur de talent, et une émission incontournable du milieu rap français. En octobre, Lucas Maggiori réalise également pour Gims le clip de son titre Caméléon à New York.
Lucas Maggiori et Richard Bismuth élargissent en 2018 leurs activités à la production d’artiste, au sein du label Daymolition, en produisant le jeune rappeur Timal dont le premier album,Trop chaud, sera certifié disque d'or. Cette même année Lucas Maggiori, réalise pour Gims, le clip Corazon en featuring avec Lil Wayne et French Montana, Lundi pour le rappeur Sofiane qui mettra en scène l'acteur franco-britannique Finnegan Oldfield et le clip de Arafricain de Gims en featuring avec Sofiane qui sera tourné dans plusieurs pays d'Afrique,. Il réalise et produit des clips pour un grand nombre d'artistes tels que Dadju, Alonzo, Mac tyer, DJ Arafat, Fally Ipupa, Soolking, Ninho...

### Retour en Afrique, YouTRACE, et nouvelles activités
En 2018, Lucas Maggiori s'installe à Abidjan en Côte d'ivoire.
Durant l'année 2019, il est à l'origine d'un projet de plateforme vidéo musicale panafricaine nommée YouTRACE, en collaboration avec le groupe TRACE. Il réalise des clips pour Fally Ipupa, Fababy, Cheu-B,, Landy, Stanley Enow, Gims et pour son frère Dadju pour lequel il réalisera en République Démocratique du Congo, le clip Mwasi Ya Congo en featuring avec l'artiste congolais Gaz Mawete. Il réalisera pour la plateforme YouTrace des clips exclusifs de Gims, Fally Ipupa, Sidiki Diabaté, Tenor, Shan'l, Toofan, durant l'année 2020.
Début 2021, reprenant du service au sein de sa structure Daylight Productions, il signe notamment un clip de Mac Tyer intitulé "Enfant du binks", et le clip de "Champion" collaboration musicale entre le basketteur congolais Serge Ibaka et le rappeur Ninho, tourné à l'occasion du premier concert de Ninho à Kinshasa en République Démocratique du Congo.
En 2022 à Abidjan, Lucas Maggiori reçoit un prix d'honneur au PRIMUD (Prix International des Musiques Urbaines) pour sa "contribution à l'évolution de l'art et de la culture".
Aux cotés de Richard Bismuth et Paco Garcia, Lucas Maggiori co-signe un livre intitulé : "Daymolition raconte le rap français" qui retrace le parcours de Daymolition et ses activités au cours de la dernière décennie. Publié en novembre 2023 aux éditions Glénat, l'ouvrage recueille des dizaines de témoignages d'artistes et d'acteurs de l'industrie musicale notamment Gims, Mac Tyer, Vald, Alpha 5.20, Alkpote, Fred Musa et Sofiane.

## Vidéographie

### Distinctions
- 2013 : Double disque de platine  - 2 × Platine pour son œuvre avec Gims sur son album Subliminal (France)[39]
- 2016 : Disque de platine - Platine pour son œuvre avec S-Crew sur leur album Destins liés (France)
- 2017 : Award du Meilleur réalisateur étranger de l'année au Bilily Awards en République démocratique du Congo[40]
- 2017 : Disque d'or  - Or pour le clip du single Bad Boy de Fally Ipupa et Aya Nakamura.
- 2018 : Disque d'or -  Or pour le clip du single Sac à Dos de Naza.
- 2018 : Disque d'or -  Or pour le clip du single Brisé de Gims.
- 2018 : Disque de platine -  Platine  pour le clip du single Santana d'Alonzo, extrait de la BO du filmTaxi 5.
- 2018 : Nomination Meilleure vidéo de l'année pour Dosabado de DJ Arafat au African Talent Awards en Côte d'Ivoire
- 2018 : Disque d'or -  Or pour le clip du single Corazon de Gims featuring Lil Wayne et French Montana[19].
- 2018 : Disque d'or -  Or pour le clip du single Loup Garou de Gims featuring Sofiane.
- 2018 : Disque de diamant -  Diamant pour le clip du single Tout donner de Gims.
- 2019 : Double disque de diamant -  2 × Diamant pour son œuvre avec Gims sur son album Ceinture Noire (France)[3]
- 2019 : Disque d'or -  Or pour le clip du single Le Pire de Gims .
- 2020 : Disque de diamant -   Diamant pour le clip du single Lundi de Sofiane.
- 2020 : Disque de diamant -   Diamant pour le clip du single Caméléon de Gims.
- 2021 : Disque de platine - Platine pour le clip de Champion de Serge Ibaka et Ninho.
- 2022 : Prix d'honneur au PRIMUD (Prix International des Musiques Urbaines) à Abidjan en Côte d'Ivoire.
- 2023 : Disque d'or -  Or pour le clip du single Arafricain de Sofiane featuring Gims.
- 2024 : Disque de platine - Platine pour le clip de T'étais où ? de Jungeli featuring Vegedream, Zaho et Alonzo.
- 2024 : Disque de diamant -   Diamant pour le clip du single Loco de Gims featuring Lossa.
- 2025 : Disque d'or -  Or pour le clip du single Diana de Gims.
- 2025 : Disque de platine - Platine pour le clip de Ninao de Gims.